# الشك (قرية)
قرية الشك (الشق) وتعرف أيضاً بالقصبة هي قرية تابعة لناحية الزاب.

## الموقع
تقع غرب مدينة كركوك، ويحدها من الغرب نهر دجلة وعلى الضفة الأخرى من القرية جبل مكحول، ومن الشرق ناحية الزاب، ومن الجنوب نهر الزاب، ومن الشمال المزارع.

## الحالة الاقتصادية
يعتمد سكانها قبل الاحتلال الأمريكي للعراق عام 2003 على الزراعة بشكل رئيسي، ولكن بعد فك الحصار اتجه أغلب سكانها إلى الوظائف في المؤسسات الحكومية.

## السكان والعلاقات الاجتماعية
يبلغ سكانها قرابة 5 آلاف نسمة، يرتبطون بروابط عشائرية.

## التعليم
فيها مدرسة ثانوية (أم القرى) للبنين، ومدرسة ابتدائية الزاب للبنين وأخرى ابتدائية (الزاب) للبنات، ومتوسطة و ثانوية {رفيدة الأسلمية} للبنات، ومشروع ماء الزاب.
يتمتع أغلب أهلها بمهارات والجميع يستطيع القراءة والكتابة. فيها مثقفين وحاملي شهادات بكالوريوس وماجستير ودكتوراة.
فيها جامع الشك الكبير و مسجد عدة.